# 崮山路
崮山路是中華人民共和國上海市浦東新區一條南北走向道路，北起浦東大道，南至楊高中路。道路建於20世紀初。最初名為永安街。1990年更名為崮山路。2020年4月至10月，崮山路啟動综合改造工程项目。